# Nigel Martyn
Antony Nigel Martyn, né le 11 août 1966 à St Austell, est un footballeur anglais qui évolue au poste de gardien de but.

## Palmarès

### En club
- Crystal Palace
  - Champion d'Angleterre de D2 en 1994.

### En sélection
- Meilleur gardien du Festival International Espoirs en 1988.